# Richard Lichtheim
Richard Lichtheim (ur. 16 lutego 1885 w Berlinie, zm. 29 kwietnia 1963 w Jerozolimie) – niemiecko-izraelski działacz syjonistyczny, polityk, redaktor naczelny syjonistycznej gazety „Die Welt”.
Pochodził z rodziny zasymilowanych niemieckich Żydów, jako syn dostawcy zboża Georga Lichtheima (1849-1908) i Clary z domu Pollack (1857-1896). Ukończył Bismarck-Gymnasium w Berlinie-Wilmersdorf w 1904 roku, po czym studiował w Berlinie i we Fryburgu Bryzgowijskim. Już w pierwszym semestrze studiów zaangażował się w ruch syjonistyczny. Wstąpił do organizacji „Hasmonäa” Egona Rosenberga w 1902 roku. Po śmierci ojca i otrzymaniu znacznego spadku zaangażował się jeszcze silniej w działalność syjonistyczną. Na początku 1910 roku po raz pierwszy wyjechał do Palestyny. W tym samym roku został wybrany na przewodniczącego Zionistische Vereinigung für Deutschland. W 1911 roku wyjechał do Konstantynopolu, gdzie poznał przyszłą żonę Irene Hafter. W 1911 przedstawił „Das Programm des Zionismus”. W 1913 ponownie w Konstantynopolu, W 1916 roku oskarżony o szpiegostwo, musiał powrócić do Berlina. W maju 1917 został członkiem egzekutywy Zionistische Weltorganisation w Berlinie i przewodniczącym Zionistische Vereinigung für Deutschland. Po zakończeniu I wojny zdecydował się emigrować do Palestyny; w tym celu wraz z rodziną wyjechał do Holandii, skąd łatwiej byłoby o pozwolenie na wyjazd. Jednak stamtąd w lutym 1921 na polecenie Chaima Weizmana przeniósł się do Londynu, gdzie miał przyłączyć się do komitetu syjonistycznego. Od 1923 z powrotem w Berlinie. W 1925 związał się z ruchem syjonistyczno-rewizjonistycznym Władmimira Żabotyńskiego. (1880–1940). W 1933 razem z Meirem Grossmannem (1888–1964) założył Jüdische Staatspartei. W 1934 wyemigrował do Palestyny.
Autor opracowań na temat historii ruchu syjonistycznego, pozostawił autobiografię (She'ar yashuv: Zikhronot ziyoni mi-Germayah). Jego synem był George Lichtheim.

## Prace
- Der Aufbau des jüdischen Palästina. Jüdischer Verlag, 1919
- Die Geschichte des deutschen Zionismus. Jerusalem: R. Maas, 1954
- Toldot ha-Tsiyonut be-Germanyah (1951)